# Je n'aurais jamais dû faire de la tyrolienne
Je n'aurais jamais dû faire de la tyrolienne (I Should Have Never Gone Ziplining en VO) est le sixième épisode de la seizième saison de la série télévisée d'animation américaine South Park et l'épisode 229e de la série globale.

## Synopsis
C'est le dernier jour des vacances de printemps, et les garçons ne savent pas quoi faire. Ils finissent par se décider à aller faire de la tyrolienne dans les montagnes environnantes. Au camp de base, ils se rendent compte de l'attente et du grand nombre de briefings de sécurité, ce qui commence à les ennuyer, surtout que les autres clients sont aussi ennuyeux les uns que les autres. Après la première descente, ils pensent en avoir terminé avec cette excursion, mais ils apprennent horrifiés qu'ils doivent encore passer par 16 tyroliennes.
De son côté, Cartman se prépare à souffrir de troubles gastriques majeurs, l'estomac rempli de restes d'aliments gras et passant la journée à boire du Mountain Dew. La situation empire quand il passe au "Double Dew", deux fois plus chargée en sucre et en caféine, et ne s'améliore pas quand c'est au tour du "Diet Double Dew", deux fois moins chargée en sucre et en caféine que le Double Dew.
La sortie en montagne est encore ralentie par un pique-nique improvisé. Cartman ne tient plus et tente de trouver des toilettes. Kyle lui suggère de s'isoler dans la forêt pour faire ses besoins, mais Eric refuse, prétendant que cela attirera des castors. Kenny ayant actuellement un bouton d'herpès, Stan le signale aux moniteurs de tyrolienne pour qu'ils puissent quitter le groupe. On leur indique un ranch où ils pourront trouver des chevaux pour rentrer. Malheureusement, les chevaux font partie d'un circuit touristique encore plus lent que les tyroliennes. Pour empirer les choses, les cavaliers font à leur tour un pique-nique.
Les garçons dénichent une marina où ils prennent un bateau pour rentrer, mais il est aussi lent que les chevaux. Sur le bateau, où les scènes sont tournées en prise de vues réelles, les garçons essayent de se rappeler qui a bien pu les mettre dans une telle galère. Kenny s'affaiblit d'heures en heures, victime d'herpès et d'ennui. Cartman se lâche finalement dans le lac, ce qui attire des castors comme il l'avait prévu. Une fois les animaux repoussés, Kyle demande à Cartman de partager ses dernières canettes de Mountain Dew pour éviter de mourir de sommeil. Eric refuse, arguant que Kenny les contaminerait tous, ce qui arrive en effet. Kenny finit par mourir d'ennui, et Stan finit par avouer que c'est lui qui a suggéré d'aller faire de la tyrolienne, influencé par une brochure annonçant qu'un iPod nano sera offert en cadeau. Kyle et Eric font une dépression quand Stan leur avoue son forfait. Les garçons sont finalement sauvés par M. Hankey, qui les raccompagne rapidement à l'aide de divers véhicules en caca.
À leur retour, M. Hankey rend le corps de Kenny à sa famille. Les garçons se font traiter pour leur herpès, et Kyle est hospitalisé, empoisonné par les flatulences d’Eric. Stan organise des conférences et des vidéos sur les dangers cachés des tyroliennes, qui ont tellement de succès qu'il finit de nouveau nu dans les rues de San Diego, en train de se masturber (comme dans l'épisode précédent). Quant à Cartman, n'ayant rien retenu de cette aventure, il reprend sa consommation de Diet Double Dew.

## Mort de Kenny
Il meurt d'ennui sur le bateau piloté par les quatre garçons.

## Commentaires
L'épisode est une parodie des documentaires à sensation qui retracent un épisode traumatisant vécu par des personnes. Ici, le traumatisme est dû à l'ennui extrême pendant la sortie, entre la tyrolienne elle-même et les touristes inintéressants. 
Une partie du dessin animé est remplacée par des scènes en prise de vues réelles où les quatre enfants sont joués par des acteurs. Ironiquement, leur physiques ne correspondent pas à ceux des personnages animés (ils sont plus âgés, n'ont pas les cheveux de la bonne couleur...).
Sur la canette de Diet Double Dew d'Eric, on peut lire "Dew the math!", parodie du slogan de la console Jaguar d'Atari "Do the math !".